# Liu Jindong
Liu Jindong (né le 9 décembre 1981) est un footballeur international chinois.

## Carrière
Liu Jindong a fait ses débuts internationaux contre le Chili lors d'un match amical 0-0 le 20 août 2003, au cours duquel il a joué au milieu du terrain. Sous l'entraîneur chinois Arie Haan, Liu Jindong a pu gagner un temps de jeu régulier pour l'équipe nationale et a même marqué son premier but international le 11 décembre 2003 lors d'un match de Coupe de l'Asie de l'Est face à Hong Kong. 
Bien qu'il ait disputé plusieurs matches amicaux avant la Coupe d'Asie de l'AFC 2004, il n'a pas été choisi dans l'équipe finale pour disputer le tournoi : Zhou Haibin a été préféré.

## Palmarès
- Championnat de Chine : 2006 et 2008
- Coupe de Chine : 2004